# 1930 en Palestine mandataire
Chronologie de la Palestine
- 1926
- 1927
- 1928
- 1929
- 1930
- 1931
- 1932
- 1933
- 1934

Cette page concerne les évènements survenus en 1930 en Palestine mandataire :

## Évènements
- 17 juin : 3 Arabes palestiniens sont pendus pour avoir participé aux émeutes d'août 1929. 25 autres prisonniers, dont deux juifs, voient leur peine de mort commuée[1]. Les Palestiniens se souviennent de ce jour comme du « mardi rouge »[2].
- 1er octobre : Lord Passfield, secrétaire d'État aux colonies, publie un livre blanc, déclaration officielle de la politique britannique en Palestine, au ton résolument antisioniste et qui, selon les sionistes, revient sur les engagements britanniques de la déclaration Balfour.
- 21 octobre :  La commission royale Hope Simpson publie le rapport Hope Simpson, à la suite des émeutes de 1929 en Palestine, qui recommande de limiter l'immigration juive, en invoquant le manque de terres agricoles pour soutenir une telle immigration.

## Création
- Na'an (kibboutz)
- Mapaï (parti politique)

## Naissances
- 7 février : David Bar-Ilan (en), pianiste, auteur, porte-parole politique et chroniqueur israélien (mort en 2003).
- 15 mars : Edna Solodar (en), femme politique israélienne.
- Avril : Yaëla Hertz (en), enseignante israélo-canadienne (décédée en 2014).
- 5 avril : Dov Lando (en), rabbin israélien.
- 19 avril : Yardena Alotin (en), compositrice et pianiste israélienne (décédée en 1994).

## Décès
- 17 juin (Prison d'Acre (en)):
- Fuad Hijazi, Ata El-Zeer et Mohammad Khaleel Jamjoum[3].